# ОШ „Стеван Јоксимовић” Рогачица
ОШ „Стеван Јоксимовић” Рогачица је најстарија образовна установа у некадашњем Рачанском срезу, садашњој општини Бајина Башта. Оснивање школе се везује за 1832. годину, када и Рогачица постаје седиште Соколске нахије и за долазак првог учитеља Антонија Михаиловића. Тада је настава организована у једној просторији у непосредној близини цркве. Од 1953. године школа добија име Стевана Јоксимовића, првоборца НОБ. 

## Историјат школе
По новој административној подели Кнежевине Србије, 1834. године, школа се укида и не ради до 1843. године.  У лето те године у Рогачицу стиже нови учитељ, извесни Јован Милосављевић, са задатком да направи тромесечни испит ђака који су 1834. године престали са похађањем школе. Пријавило се 25 ученика који су после испита сврстани у три категорије према степену знања. Школска 1844/45. уписана је као нови почетак образовања у Рогачици. Школа се неколико пута пресељавала због лоших услова, све до 1858. године када је општина изнајмила одговарајући простор.
Закон о обавезној основној настави из 1882. године изискивао је више учитеља због повећаног броја деце. Већ 1888. године Рогачица добија два учитеља. Почетком 20. века, народни посланик прота Милан Ђурић, упорним залагањем у Скупштини успева да придобије власт да одобре и помогну градњу нове школске зграде, која је почела да се гради 1905. године. Већ 1907. године била је спремна да прими ђаке. Настава се у овој згради одвијала све до 1961. године.
После 1953. године, увођењем обавезног осмогодишњег образовања, основне школе за четворогодишње школовање се отварају у скоро свим околним селима. По завршетку IV разреда, ђаци су уписивани у школу у Рогачици за другу фазу образовања. 

## Издвојена одељења
Данас у оквиру ове матичне школе раде још издвојена одељења, у насељеним местима Бачевци, Јасик, Оклетац, Гвоздац, Пашина Раван и Љештанско.